# El Ministerio de Andares Tontos
"El Ministerio de Andares Tontos" (en inglés "The Ministry of Silly Walks") es un sketch de Monty Python's Flying Circus, una telecomedia británica del grupo de humoristas Monty Python. Aparece en el primer episodio de la segunda temporada, "Dinsdale!", que se estrenó en 1970. En él aparece John Cleese, trajeado y con bombín, haciendo de funcionario en un ministerio gubernamental ficticio cuya misión es subvencionar andares tontos. A lo largo del sketch, Cleese realiza distintos andares tontos y son estos modos de andar los que han popularizado "El Ministerio de Andares Tontos". Con el paso de los años, a Cleese le resultaba cada vez más complicado realizar esos andares. Cuando le preguntaron acerca del Python Tour dijo: “No voy a realizar andares tontos”.
Debido a su gran éxito, este sketch también se interpretó con pequeñas variaciones al aire libre en el famoso Hollywood Bowl de California. En 2005, fue nombrado en el Reino Unido el decimoquinto mejor sketch humorístico de todos los tiempos (entre los cinco de Monty Python que están en el top 50).

## El sketch
El sketch empieza con John Cleese interpretando a un funcionario anónimo que compra el periódico The Times. Llama la atención la extraña forma en la que camina por las calles de Londres. Al llegar a su lugar de trabajo, el Ministerio de Andares Tontos, se encuentra con el Sr. Putey (Michael Palin), quien le explica que necesita una subvención para poder desarrollar su andar tonto, ya que no es suficientemente tonto. Sin embargo, los recortes del gobierno en el Ministerio obligan a Cleese a negársela.
La secretaria Twolumps (que literalmente significa «dos terrones»), interpretada por Carol Cleveland, aparece con unos cafés y realizando un andar tonto que provoca la caída de las tazas en la bandeja, vertiendo en ella todo su contenido. Cuando le dan las gracias, vuelve a salir con la bandeja y las tazas volcadas.
Después, Cleese le enseña al Sr. Putey una proyección de andares tontos (parodia de principios del siglo XX). Después de tirar el proyector fuera del escenario, Cleese ofrece una subvención al Sr. Putey para trabajar en el andar tonto anglo-francés llamado La Marche Futile (una parodia obvia de la compañía anglo-francesa Concorde) que un hombre (Terry Jones) demuestra vestido con una mezcla de ropa típica francesa e inglesa al son de La Marsellesa.

## En la cultura popular
A raíz de la popularidad de "El Ministerio de Andares Tontos", varios medios de comunicación han hecho referencia al sketch. En este apartado constan los más destacables.

### Series
- El quinto episodio de Mission Hill hace referencia al sketch cuando uno de los personajes intenta impresionar a una chica enseñándole lo bien que hace un "andar tonto".
- En el episodio "¿De quién es esta cesta?" de Las Chicas Gilmore, se hace referencia a los andares tontos cuando en la versión original del capítulo Rory dice "Please, don't walk away like that" («Por favor, no se vaya de esa forma.») y Dean le responde "Sorry, I'd do a silly walk, but I'm not feeling very John Cleese right now." («Lo siento, andaría de un modo tonto pero ahora no me siento muy John Cleese»). El doblaje al castellano cambió esta alusión por otra: «Lo siento, me iría con un paso más gracioso pero no me apetece ponerme en plan Jerry Lewis».
- En el episodio 6 de Fawlty Towers, Basil (John Cleese) imita a Hitler y dice "I'll do the funny walk" («Haré el andar tonto») con un paso de ganso parecido al que popularizó en el sketch de Monty Python. La audiencia en vivo reaccionó con risas y aplausos.

### Películas
- Una película de monólogos, Blue Collar Comedy Tour: One For the Road, hace referencia al sketch de Monty Phyton cuando un cómico sostiene que la gente extraña que acude de noche a Walmart, una conocida cadena de hipermercados americanos, "convierte al establecimiento en el Ministerio de Andares Tontos de Monty Python".
- En el biopic de Michael Jackson This Is It se menciona que Jackson podría haberse inspirado en este andar para desarrollar su icónico "Moonwalk".

### Videojuegos
- En el videojuego Goldeneye 007, puede verse una imagen de un hombre caminando al más puro estilo John Cleese en varias pantallas de ordenador.
- El videojuego Destroy All Humans! 2, conocido por incluir elementos de la cultura popular de la década en la que está ambientado, incluye la opción de leer la mente de un hippy en el nivel Albion (una ciudad inspirada en Londres), y uno de sus pensamientos es "I hope I can get a job at the Ministry of Silly Walks" («Espero poder conseguir un empleo en el Ministerio de Andares Tontos»).

### Otros soportes
- En un cómic de Los Simpson, cuando los británicos invaden Springfield, se muestra a John Cleese haciendo el paso de ganso y se hace referencia a él como el ministro de Andares Tontos.
- En noviembre de 2007, cuando la compañía de transportes Eurostar redujo la duración del trayecto entre Bruselas y Londres a 1 hora y 51 minutos, Bélgica se llenó de carteles de la campaña publicitaria que hacían referencia al Ministerio de Andares Tontos en los que un imitador de John Cleese advertía: "Warning! London is just around the corner!" («¡Atención, viajeros! ¡Londres está a la vuelta de la esquina!»).
- Algunas de las primeras ilustraciones que Alan Moore creó para su siguiente novela gráfica, La Liga de los Hombres Extraordinarios, incluye el personaje de Cleese.